# Tine Soens
Tine Soens, née le 8 janvier 1988 à Courtrai est une femme politique belge flamande, membre de Sp.a.
Elle est mastère en sciences politiques internationales (UGent, 2011); collaboratrice parlementaire (2013-2014).

## Fonctions politiques
- députée au Parlement flamand :
  - depuis le 25 mai 2014